# 氟達拉濱
氟達拉濱（INN：fludarabine）又名福達樂是一种治疗白血病和淋巴瘤的化学疗法。包括慢性淋巴细胞白血病、非霍奇金氏淋巴瘤、急性骨髓性白血病和急性淋巴性白血病。可以靜脈注射或口服给药 。
常见副作用包括恶心、腹瀉、发烧、皮疹、呼吸急促、麻木、视力变化和疲倦。严重的副作用包括脑病变、血球减少和非感染性肺炎。怀孕期使用可能对婴儿有害。氟達拉濱属于嘌呤类似物，會干扰DNA 复制 。
氟達拉濱于1991年在美国取得医疗使用許可。名列世界卫生组织基本药物标准清单。